# 林纪方
林纪方（1913年—2003年），  出生于中国四川成都，毕业于大同大学和京都大学，曾任东北工学院、大连工学院教授，著名化学工程专家、工程热物理专家。毕生致力于化工教育事业，为中国化工科学研究做出重要贡献。